# مالا کروشویتسا
مالا کروشویتسا (به صربی: Mala Kruševica) یک منطقهٔ مسکونی در صربستان است که در ورورین واقع شده‌است. مالا کروشویتسا ۳۱۷ نفر جمعیت دارد.